# Museo storico dell'Arma dei Carabinieri
Il Museo storico dell'Arma dei Carabinieri è situato in piazza del Risorgimento 46 a Roma, nel rione Prati, a pochi passi dal Vaticano.
La visita al Museo si sviluppa attraverso un percorso in ordine cronologico e tematico che, iniziando dalla fondazione nel 1814 dell'antico Corpo dei Carabinieri Reali, e protraendosi sino alla guerra di Resistenza e di Liberazione, abbraccia nella Storia d'Italia due secoli di vita. L'ingresso è gratuito.

## Storia
Nel 1908 sulla Rivista Militare italiana, dispensa VIII, venne pubblicato un articolo dal titolo Per un Museo Storico dell'Arma dei Carabinieri Reali edito dal capitano Vittorio Gorini. L'ufficiale auspicava la necessità di costituire un Museo storico dell'Arma «[…] una raccolta di ricordi e delle memorie che ne costituiscono la storia parlante […] per la conservazione delle virtù che onorarono e tuttora onorano l'Arma dei Carabinieri […]», proponendone l'inaugurazione in un anniversario della costituzione dell'Arma dei Carabinieri, avvenuta il 13 luglio 1814.
Le prime operazioni rivolte alla ricerca e all'acquisizione di cimeli, documenti e ricordi dell'Arma si ebbero al termine della Grande Guerra, con l'impulso dato dal Comandante Generale dell'Arma dei Carabinieri del tempo, Generale di Corpo d'Armata Carlo Petitti di Roreto.
In breve tempo si riuscì così a raccogliere, presso la Legione Allievi Carabinieri di Roma, un consistente patrimonio di cimeli e documenti. In adesione all'iniziativa, che si stava sviluppando notevolmente, il comitato centrale del Monumento Nazionale al Carabiniere, presieduto dal Generale Petitti di Roreto, donò nel 1924 una cospicua somma di denaro perché l'istituendo Museo potesse disporre di un fondo per il suo ulteriore sviluppo e per una prima decorosa sistemazione. 
Il 3 dicembre 1925, con Regio Decreto n. 2495, l'Istituto in fase embrionale ebbe pieno riconoscimento giuridico quale Ente morale e nel relativo statuto organico, annesso al decreto, venne definito «[…] depositario privilegiato dei cimeli, documenti e ricordi che testimoniano l'azione svolta dall'Arma in pace e in guerra […]».
Al Museo vennero assegnati alcuni locali, da adibire a spazio espositivo, collocati nella palazzina di piazza del Risorgimento nel rione Prati a Roma che fino a quel momento ospitava, dalla sua istituzione nel 1906, la Scuola Allievi Ufficiali dei Carabinieri.
Negli anni seguenti, anche per la continua alimentazione dei cimeli e dei documenti, si rese necessario l'intervento di ampliamento dello spazio espositivo del Museo. 
Nel 1937 il Comando Generale dell'Arma dei Carabinieri, al cui vertice vi era il generale Riccardo Moizo, assegnò l'intero stabile al Museo Storico, che poté essere ristrutturato totalmente ad opera del Genio Militare, su progetto dell'architetto civile Scipione Tadolini.
Dalla ristrutturazione ebbe origine un edificio solido e austero, rivestito, all'esterno, in pietra sperone sino al secondo piano, con elementi integrativi in travertino e marmi che mettono in risalto l'inquadratura bianca delle finestre e il ricco e alto portale neo classico, a battenti di bronzo.
Sotto il secondo ordine di finestre della facciata principale venne realizzato, dallo scultore Enrico Tadolini, un pregevole bassorilievo, in cui sono evidenti vari elementi di uniformologia e armamento del Carabiniere nelle diverse epoche: racconto simbolico dell'Arma sintetizzato sul frontone, oltre la cornice in alto, dal celebre motto Nei Secoli Fedele.
L'interno della palazzina fu completamente rivisitato attraverso una disposizione razionale ed equilibrata degli ambienti e la realizzazione, nel suggestivo Salone d'Onore, di ornamenti in gesso, calchi originali del Monumento al Carabiniere di Torino, realizzato nel 1933 da Edoardo Rubino.
La nuova sede del Museo venne inaugurata ufficialmente il 6 giugno 1937, alla presenza del re Vittorio Emanuele III, atteso da un reggimento di Carabinieri a piedi e uno a cavallo, un plotone del Reggimento Corazzieri, vari reparti di Zaptié libici e un drappello di Carabinieri in divisa del 1834, tutti schierati in piazza del Risorgimento.
Nel 1946 venne realizzato un primo riallestimento, coincidente con la riapertura del Museo al termine della Seconda guerra mondiale, seguito poi nel 1985 da una globale e articolata ristrutturazione per iniziativa del Comando Generale dell'Arma, attraverso un apposito Comitato scientifico, e su progettazione degli architetti Giancarlo e Marco Bartolini Salimbeni, che ne adeguarono gli elementi stilistici al percorso cronologico.
Con Decreto del Ministro della Difesa del 29 dicembre 1997 fu determinata, a decorrere dal 1º gennaio 1998, l'estinzione della personalità giuridica del Museo Storico: i beni dell'Ente morale furono devoluti al Ministero della Difesa per le esigenze del Comando Generale dell'Arma dei Carabinieri.
Negli anni tra il 2003 e il 2007, gli ambienti del Museo furono ancora oggetto di una globale revisione ispirata ad un sobrio stile militare.

## Collezione
Nel patrimonio artistico del Museo figurano numerosi documenti antichi, opere d'arte di artisti dell'Ottocento e del Novecento, fotografie e cimeli, armi storiche e uniformi d'epoca.
Di particolare interesse il documento che segnò la nascita dei Carabinieri, le Regie Patenti promulgate da re Vittorio Emanuele I il 13 luglio 1814, esposto nel Salone d'Onore dove è conservata anche la prima Bandiera di Guerra dei Carabinieri, cimelio numero uno tra quelli raccolti al Museo, consegnata all'Arma in forma solenne il 14 marzo 1894, sul piazzale del Macao a Roma, da re Umberto I.
Nel Sacrario sono custoditi i medaglieri che contengono le massime onorificenze conferite alla Bandiera o ai militari dell'Arma, in patria e all'estero: le Croci dell'Ordine Militare d'Italia e quelle più antiche dell'Ordine Militare di Savoia; le Medaglie d'Oro al Valor Militare e al Valor Civile e le Croci d'Onore alle vittime di atti di terrorismo o di atti ostili impegnate in operazioni militari e civili all'estero.
Nelle sale sono esposti dipinti d'epoca di Sebastiano De Albertis, Francesco Gonin, Clemente Tafuri, Alberto Issel, Viktor Mazurowski, Memmo Genua, Mario Bucci, Gianni Vagnetti, Achille Beltrame, D'Aloisio da Vasto, Guido Greganti, Vittorio Pisani, ed altri. Nella galleria iconografica molteplici sono i personaggi rappresentati e gli avvenimenti narrati. Per citarne alcuni: Giovanni Battista Scapaccino, Chiaffredo Bergia, Ernesto Cabruna, Salvo D'Acquisto, la Carica di Pastrengo, l'eccidio delle "Cave Ardeatine" e i "Martiri di Fiesole".
Tra le sculture, sono in mostra opere di Augusto Rivalta, Stanislao Grimaldi, Edoardo Rubino, Antonio Berti.
Per le arti minori si citano 152 tempere raffiguranti le uniformi d'epoca dell'Arma, realizzate da Alessandro Degai, e 12 pergamene d'arte.

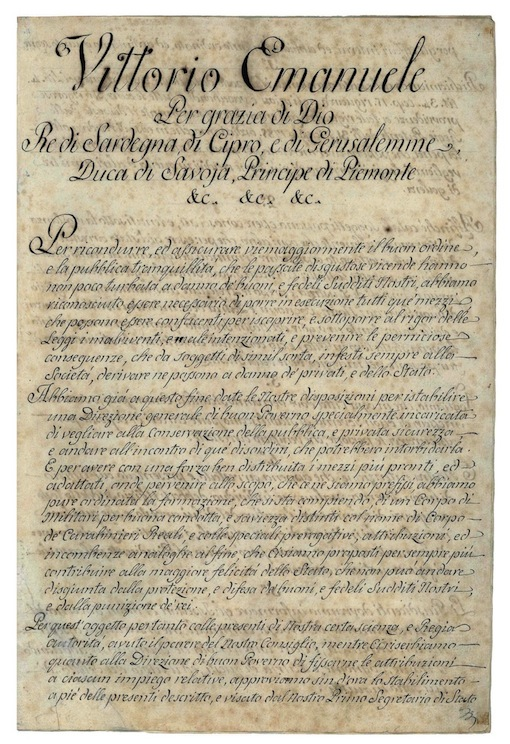
Prima pagina delle Regie Patenti del 13 luglio 1814 istitutive dei Carabinieri
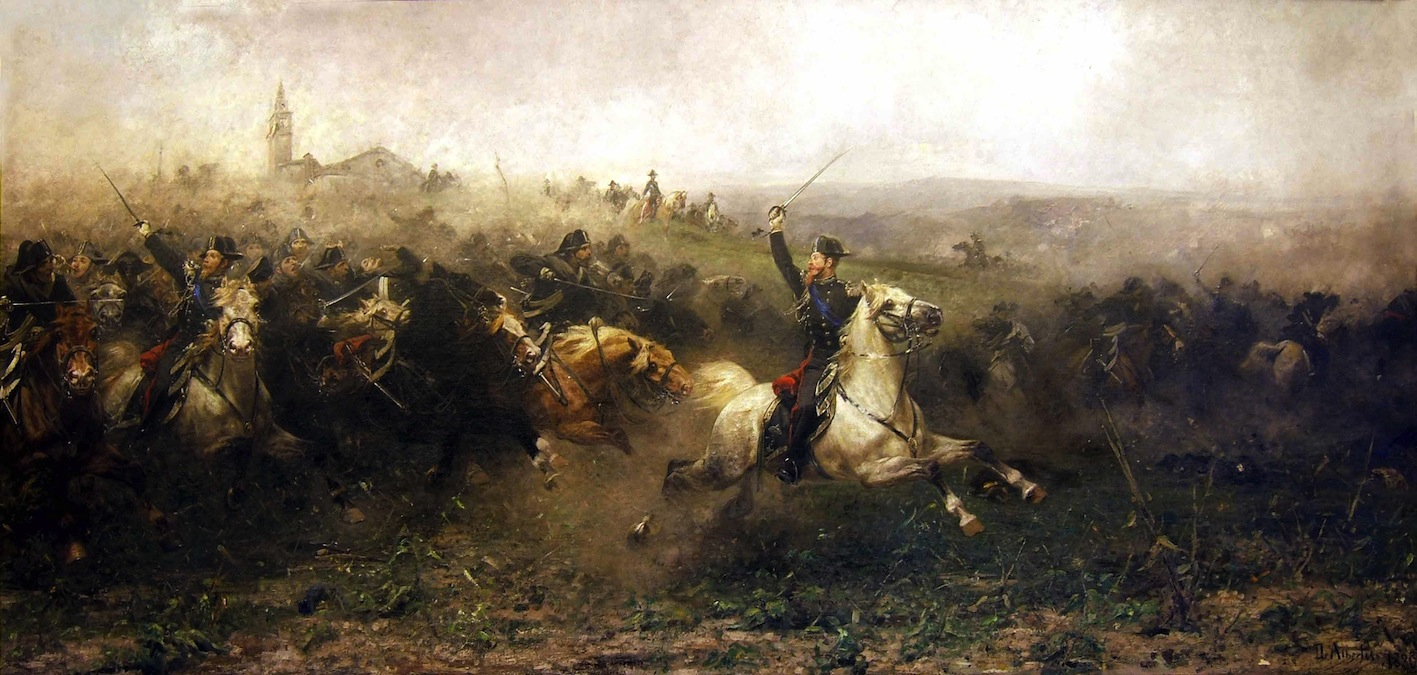
La Carica di Pastrengo (30 aprile 1848), di Sebastiano De Albertis
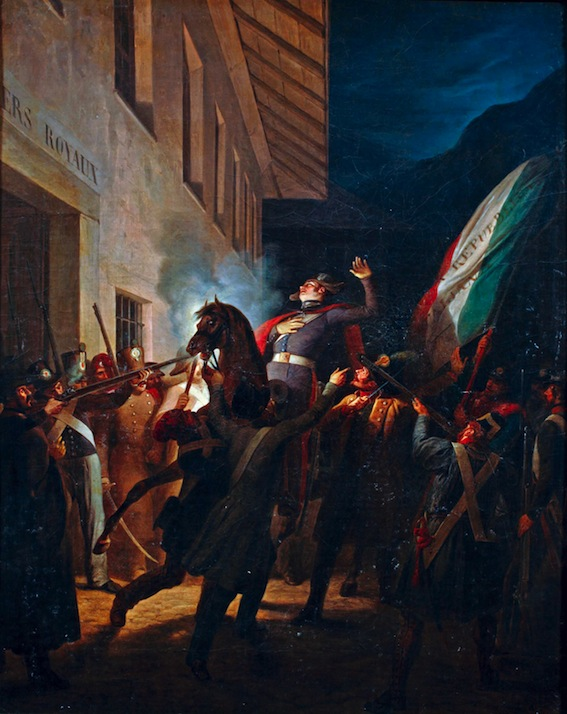
L'eroica morte del Carabiniere a Cavallo Giovanni Battista Scapaccino (Les Échelles, 3 febbraio 1834), di Francesco Gonin
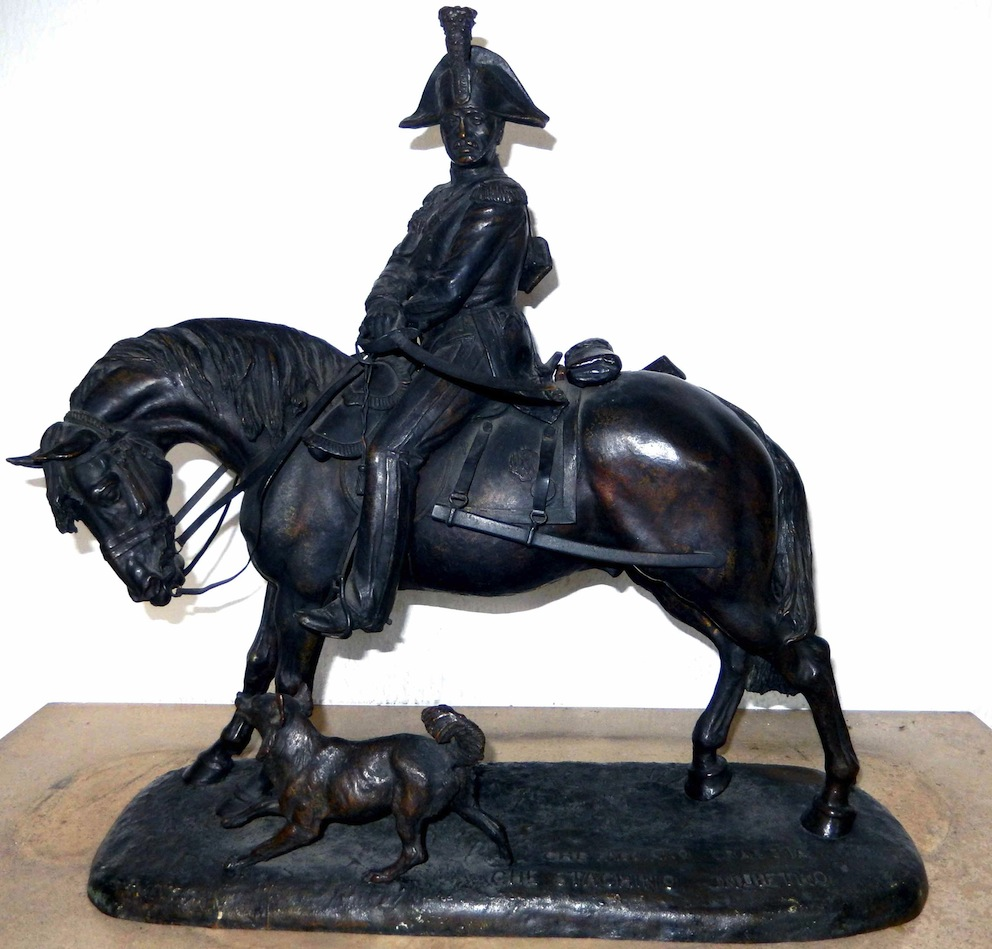
Gruppo in bronzo con Carabiniere a cavallo ed un cane, di Stanislao Grimaldi

## Orari di apertura
| Giorno    | Orario     |
| --------- | ---------- |
| Lunedì    | CHIUSO     |
| Martedì   | 9.00-13.00 |
| Mercoledì | 9.00-13.00 |
| Giovedì   | 9.00-13.00 |
| Venerdì   | 9.00-13.00 |
| Sabato    | 9.00-13.00 |
| Domenica  | 9.00-13.00 |

Il Museo storico dell'Arma dei carabinieri è chiuso nelle seguenti festività:
1º gennaio, 6 gennaio, Pasqua e Lunedì dell'Angelo, 1º maggio, 15 agosto, 1º novembre, 8 dicembre, 25 e 26 dicembre.

## Collegamenti e servizi
| È raggiungibile dalla fermata Piazza Risorgimento | del tram 19 |

- Dall'uscita della stazione metropolitana di Ottaviano-San Pietro percorrere via Ottaviano in direzione Vaticano. Al termine di via Ottaviano svoltare a sinistra in direzione di via Cola di Rienzo, ove si giunge all'ingresso principale di piazza del Risorgimento 46
- Le persone con disabilità motorie possono accedere al plesso museale dall’ingresso di via Cola di Rienzo n. 294
- È consentito l’accesso esclusivamente ai cani guida per non vedenti, purché muniti di guinzaglio e museruola, e agli animali domestici di cui è certificato il supporto a cure terapeutiche (pet therapy)
- È a disposizione un guardaroba nell’atrio di ingresso, nel quale possono essere depositati piccoli oggetti
- Al piano terra del Museo Storico è collocato un punto vendita presso il quale è possibile acquistare libri di carattere storico prodotti dall’Ente Editoriale dell’Arma, disponibili direttamente in loco
- All’interno del Museo Storico non sono presenti bar e caffetterie né dispensatori self-service di alimenti e/o bibite